# شعيب شعبان
شعيب علي شعبان قاسم (5 أبريل 1984 -)، نائب في مجلس الأمة الكويتي.

## السيرة الشخصية
شارك شعيب شعبان في انتخابات مجلس الأمة الكويتي 2022 وحصل على المركز الثالث في الدائرة الثانية برصيد 3,394 صوت وفاز بالانتخابات، وهو حاصل على بكالوريوس علوم الشرطة من أكاديمية سعد العبد الله للعلوم الأمنية - ضابط سابق في وزارة الداخلية الكويتية - كما انتخب نائبًا للرئيس وأمينًا للسر لنادي الصليبيخات الرياضي عام 2012، كما انه عضو الجمعية الكويتية للدفاع عن المال العام.